# Elaphoglossum welwitschii
Elaphoglossum welwitschii är en träjonväxtart som först beskrevs av Bak., och fick sitt nu gällande namn av Carl Frederik Albert Christensen. Elaphoglossum welwitschii ingår i släktet Elaphoglossum och familjen Dryopteridaceae. Inga underarter finns listade.